# Кифер (Оклахома)
Кифер (енгл. Kiefer) град је у америчкој савезној држави Оклахома.

## Демографија
По попису из 2010. године број становника је 1.685, што је 659 (64,2%) становника више него 2000. године.
| Група             | 2000.       | 2010.         |
| Белци             | 852 (83,0%) | 1.287 (76,4%) |
| Афроамериканци    | 2 (0,2%)    | 7 (0,4%)      |
| Азијати           | 2 (0,2%)    | 6 (0,4%)      |
| Хиспаноамериканци | 32 (3,1%)   | 80 (4,7%)     |
| Укупно            | 1.026       | 1.685         |